# Jake Peavy

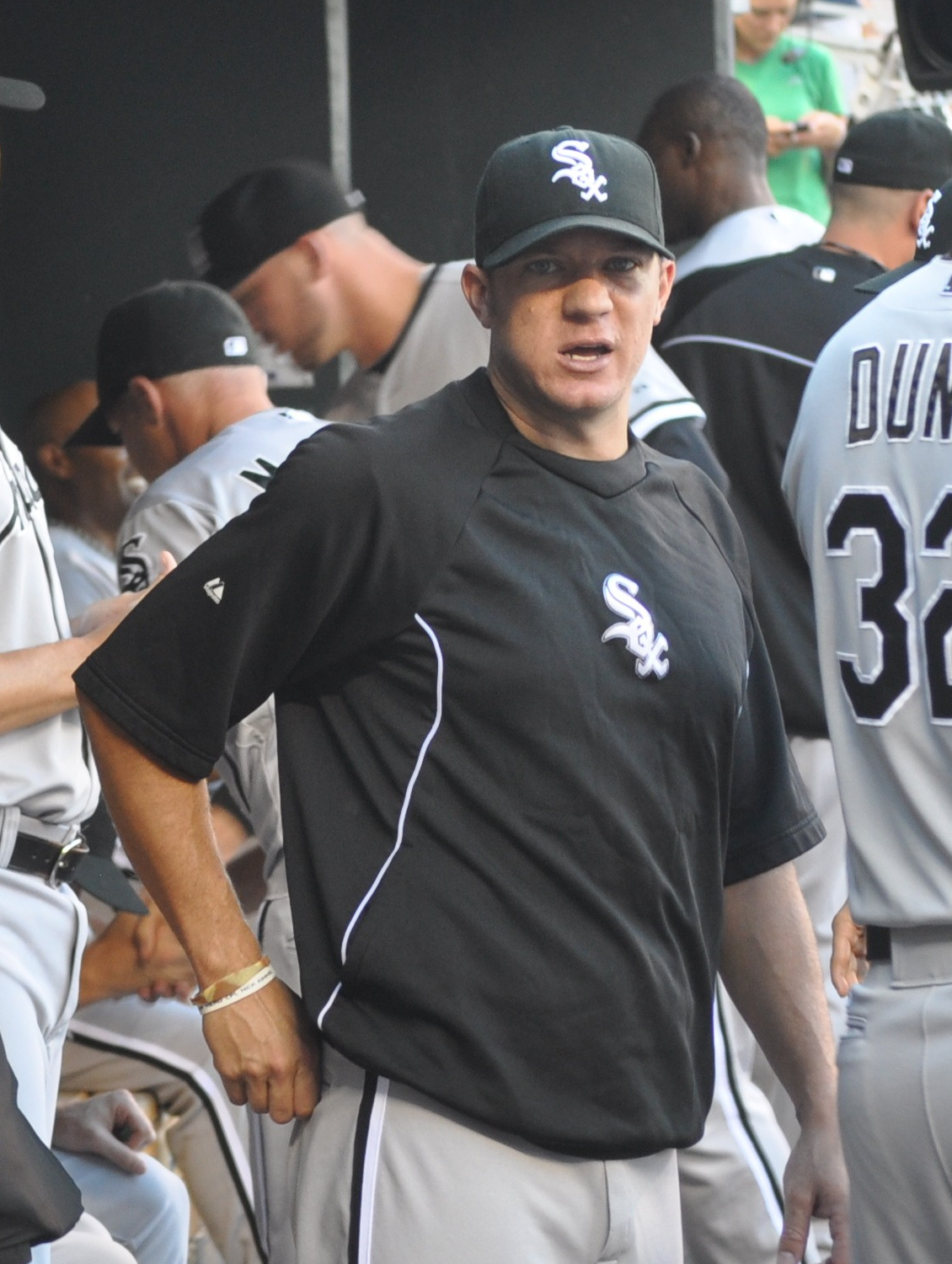
Jake Peavy, 2012.

Jacob Edward "Jake" Peavy, född 31 maj 1981 i Mobile i Alabama, är en amerikansk före detta professionell basebollspelare som spelade som pitcher för San Diego Padres, Chicago White Sox, Boston Red Sox och San Francisco Giants i Major League Baseball (MLB) mellan 2002 och 2016.
Han draftades av San Diego Padres i 1999 års MLB-draft.
Peavy vann World Series för säsongerna 2013 och 2014, den första med Boston Red Sox och den andra med San Francisco Giants. Han vann också en Cy Young Award och en Triple Crown för säsongen 2007 samt en Gold Glove Award för säsongen 2012.